# La Liberté ou la Mort
Ne doit pas être confondu avec Elefthería í thánatos.
La Liberté ou la Mort (en grec moderne : Ο Καπετάν Μιχάλης, « O Kapetán Mikhális ») est un roman de l'écrivain grec Níkos Kazantzákis. Il est publié pour la première fois en 1947 à Athènes, puis traduit en français en 1953. Autour de la figure de l'intransigeant capétan Michel, le roman raconte une révolte des Crétois contre l'empire ottoman en 1889. La majorité des personnages crétois du roman agissent dans un seul but, libérer la Crète, « première forme de liberté : la plus urgente ».

## Résumé
En 1889, à Candie, le capétan Michel est un personnage sombre, irascible, violent, mais patriote et prêt à donner sa vie pour soustraire la Crète au joug ottoman. Il se rend chez Nouri Bey, un Turc qui a grandi dans le même village que lui et est devenu son frère de sang ; il y rencontre Éminé Hanoum, la femme de Nouri Bey, et éprouve immédiatement pour elle un vif désir (chapitre I). Pour se distraire de cette pensée, il convoque chez lui cinq hommes qui lui sont redevables et les contraint à s'enivrer et à manger avec lui pendant huit jours. Au deuxième jour de ce banquet, alors qu'un petit tremblement de terre touche l'ile, le capétan Polyxinguis, rival de Michel, fait lui aussi la rencontre d'Éminé Hanoum et en tombe amoureux (chapitres II et III).
Mais, au quatrième jour du banquet, Michel, incapable d'oublier son désir dans l'alcool, met fin inopinément à la beuverie et renvoie ses cinq compagnons. Il décide de passer son énervement sur les Turcs de la ville. Il les provoque alors en entrant à cheval dans un café turc ; Nouri Bey et les autres Turcs jouent la détente pour éviter que le sang coule, mais gardent rancune à Michel de son affront (chapitre IV). Ils se rendent le lendemain chez le pacha : Nouri Bey promet de tuer le capétan Michel sans que la Crète entière s'embrase ; les Chrétiens célèbrent Pâques (chapitre V). Mais Nouri choisit d'attaquer le capétan Manousakas, frère de Michel ; il réussit à le tuer, mais reçoit une blessure au bas ventre qui le laisse impuissant (chapitre VI). Michel, qui avait résolu de le tuer, souffre de le voir ainsi et l'épargne, mais Nouri se suicide après son départ (chapitre VII). Polyxinguis vit désormais avec Éminé, veuve, qui sera bientôt baptisée. Les Turcs et les chrétiens commettent d'abord plusieurs meurtres ciblés en représailles, puis s'entretuent aveuglément. Alors, des Turcs des villages se réfugient à Candie, tandis que des chrétiens de la ville partent à la campagne (chapitre VIII). Face aux massacres en cours dans la ville, Michel et sa famille se réfugient chez son père, le capétan Sifakas. Les Crétois réunis décident de franchement lancer l'insurrection (chapitre IX).

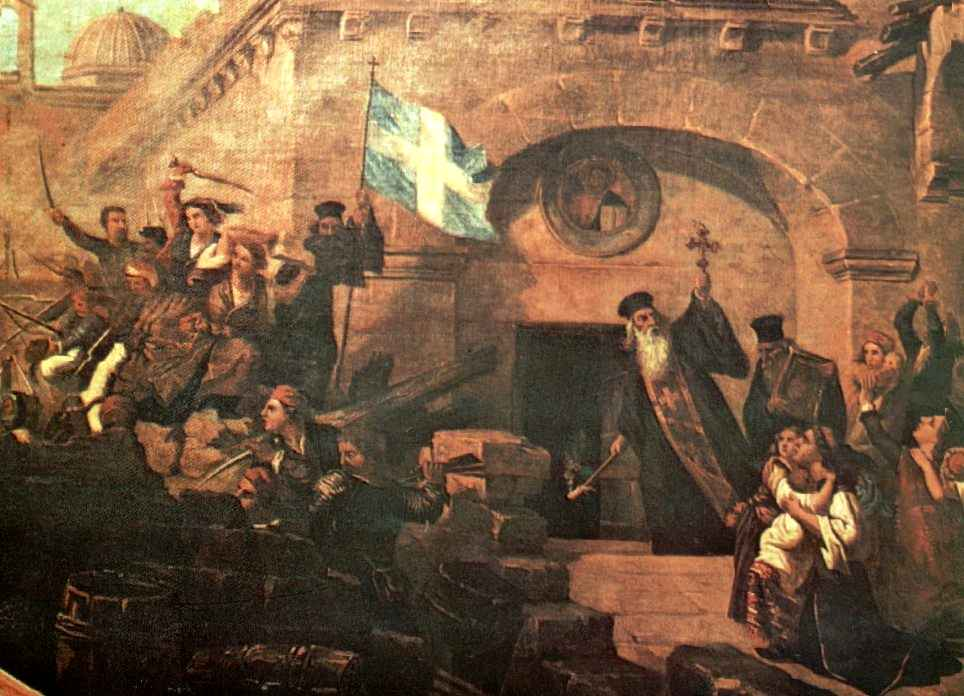
drame du monastère d'Arkadi pendant la révolte crétoise de 1866-1869, semblable à l'épisode du monastère de Notre-Seigneur-Jésus-Christ du roman

Les insurgés, dont Michel et Polyxinguis, répondent à l'appel des moines du monastère de Notre-Seigneur-Jésus-Christ, assiégé par l'armée turque. Mais Michel apprend qu'Éminé a été enlevée par les Turcs. Une nuit, il quitte les environs du monastère, enlève Éminé et la confie à une tante. Le lendemain, il revient au monastère, qui a entretemps été pris et incendié par les Turcs. Conscient que son absence explique en partie la défaite crétoise, il s'introduit de nuit chez sa tante pour tuer Éminé et se débarrasser de son désir obsessionnel, qui le détourne de son combat pour la liberté (chapitre X).
Mais les nouvelles de l'extérieur sont mauvaises : ni les puissances chrétiennes, ni la Grèce, trop faible, n'enverront d'aide matérielle aux insurgés crétois. Michel décide cependant de désespérément lutter jusqu'à la mort (chapitre XI). Kosmas, le neveu de Michel, arrive alors de l'étranger à Candie et confirme les craintes des Crétois (chapitre XII). Il se rend ensuite au village de son grand-père, le capétan Sifakas, et assiste à sa mort : il redécouvre l'amour qu'il porte à sa terre et aux hommes courageux qui la défendent (chapitre XIII).
Mais les Turcs ont progressé partout ; le pacha et le métropolite ont conjointement décidé d'appeler les deux communautés au calme. La situation s'apaise et revient au statu quo. Seuls Michel avec quelques palikares, rejoints in extremis par Kosmas, défendent la dernière poche de résistance. Ils meurent finalement sous les balles turques (chapitre XIV).